# Paul Bourgeois
Paul Bourgeois (Bruselas, 11 de febrero de 1898 - Uccle, 11 de mayo de 1974), de nombre completo Paul-Eugène-Edouard Bourgeois, fue un astrónomo belga director del Observatorio real belga durante muchos años. En 1923 descubrió un asteroide.

## Biografía
En 1923 se doctoró en física y matemáticas por la Universidad Libre de Bruselas con las más altas distinciones. En noviembre de ese mismo año entró a formar parte del personal científico de Real Observatorio de Bélgica. En él pasaría por todo el escalafón rápidamente llegando a ser su director en 1947.
Durante su etapa como directos se ocupa de modernizar el servicio sismológico y el servicio de la hora, con la adiccón de relojes de alta precisión. También impulsó el establecimiento de un servicio de mareas terrestres con el establecimiento de una amplia red de estaciones terrestres en Bélgica y en el extranjero que aún perdura.
Fue miembro de numerosos organismos y asociaciones y tomó parte en numerosos congresos internacionales. En 1954 formó parte de una expedición a Laponia para estudiar un eclipse solar.
Recibió numerosos premios y distinciones honoríficas, entre las que destacan el premio quinquenal de estadística del periodo 1929-1933 (premio Heuschling) y el premio Agathon de Potter (1937-1939) de la academia real de Bélgica.
Tras su jubilación en 1963 se retiró a su casa de Ucle donde finalmente fallecería rodeado de su familia.

## Descubrimientos
Descubrió el asteroide (1547) Nele el 12 de febrero de 1929. El Minor Planet Center acredita su descubrimiento como P. Bourgeois.

## Reconocimientos
El asteroide (1543) Bourgeois descubierto por Eugène Delporte fue así denominado en su honor. Delporte también le dedicó el descubrimiento de (1329) Eliane, en este caso por el nombre de su hija.